# Wolverhampton Wanderers Football Club 2020-2021
Questa voce raccoglie le informazioni riguardanti il Wolverhampton Wanderers Football Club nelle competizioni ufficiali della stagione 2020-2021.

## Stagione
I Wolves esordiranno in campionato battendo,in casa, lo Sheffield United grazie ai due goal segnati rispettivamente da Raúl Jiménez e Romain Saiss, segnati al 3' e al 6' minuto di gioco.
 Inoltre il Wolverhampton riuscirà a prendersi qualche soddisfazione battendo 2-1 l'Arsenal sia all'andata che al ritorno e 2-1, all'andata mentre al ritorno 0-0 contro il Chelsea.
Però a giugno la squadra riuscirà a racimolare 45 punti che permetteranno alla squadra di posizionarsi al 13ºposto.

## Maglie e sponsor
| Casa | Trasferta | Terza maglia |

Sponsor ufficiale: ManBetX
Fornitore tecnico: Adidas

## Rosa
Rosa e numerazione aggiornate al 2 febbraio 2021.
| N. |                           | Ruolo | Calciatore             |
| -- | ------------------------- | ----- | ---------------------- |
| 1  | Portogallo (bandiera)     | P     | José Sá                |
| 2  | Paesi Bassi (bandiera)    | D     | Ki-Jana Hoever         |
| 3  | Francia (bandiera)        | D     | Rayan Aït-Nouri        |
| 5  | Brasile (bandiera)        | D     | Fernando Marçal        |
| 7  | Portogallo (bandiera)     | C     | Pedro Neto             |
| 8  | Portogallo (bandiera)     | C     | Rúben Neves            |
| 9  | Messico (bandiera)        | A     | Raúl Jiménez           |
| 10 | Portogallo (bandiera)     | A     | Daniel Podence         |
| 11 | Portogallo (bandiera)     | A     | Francisco Trincão      |
| 15 | Costa d'Avorio (bandiera) | D     | Willy Boly             |
| 16 | Inghilterra (bandiera)    | D     | Conor Coady (capitano) |
| 17 | Portogallo (bandiera)     | A     | Fábio Silva            |
| 18 | Inghilterra (bandiera)    | C     | Morgan Gibbs-White     |
| 19 | Spagna (bandiera)         | D     | Jonny Otto             |
| 21 | Inghilterra (bandiera)    | P     | John Ruddy             |

| N. |                        | Ruolo | Calciatore          |
| -- | ---------------------- | ----- | ------------------- |
| 22 | Portogallo (bandiera)  | D     | Nélson Semedo       |
| 26 | Inghilterra (bandiera) | C     | Taylor Perry        |
| 27 | Marocco (bandiera)     | C     | Romain Saïss        |
| 28 | Portogallo (bandiera)  | C     | João Moutinho       |
| 32 | Belgio (bandiera)      | C     | Leander Dendoncker  |
| 37 | Spagna (bandiera)      | C     | Adama Traoré        |
| 39 | Inghilterra (bandiera) | C     | Luke Kundle         |
| 42 | Irlanda (bandiera)     | D     | Lewis Richards      |
| 49 | Inghilterra (bandiera) | D     | Max Kilman          |
| 54 | Stati Uniti (bandiera) | C     | Owen Otasowie       |
| 57 | Paesi Bassi (bandiera) | D     | Nigel Lonwijk       |
| 60 | Canada (bandiera)      | A     | Theo Corbeanu       |
| 62 | Danimarca (bandiera)   | P     | Andreas Sondergaard |
| 64 | Spagna (bandiera)      | D     | Hugo Bueno          |
| 75 | Portogallo (bandiera)  | D     | Christian Marques   |